# Kenyavelleda
Kenyavelleda is een kevergeslacht uit de familie van de boktorren (Cerambycidae). De wetenschappelijke naam van het geslacht werd voor het eerst geldig gepubliceerd in 1999 door Teocchi.

## Soorten
Kenyavelleda is monotypisch en omvat slechts de volgende soort:
- Kenyavelleda jirouxi Teocchi, 1999